# 秘密潜入捜査官 ハニー&バニー
『秘密潜入捜査官 ハニー&バニー』（ひみつせんにゅうそうさかん ハニーアンドバニー、英題：Secret Undercover Agent HONEY & BUNNY）は、2007年制作のVシネマ。
なお、トレーラーでは「Episode1 TOKYO下着コレクション 危機一髪!!」の副題が冠されている。

## ストーリー
都市部で増加する組織犯罪の対抗策として、警察は秘密裏に活動を行う秘密潜入捜査官を組織化。ある日、ストリップ劇場で秘密取引が行われることをキャッチした司令官Mは、アパレルショップを日常営む横尾率いるチームに潜入捜査を指令した。

## スタッフ
- 監督：小林啓一
- 原作：松橋真三
- 脚本：森田剛行
- エグゼクティブプロデューサー：深沢佳文
- プロデューサー：松橋真三
- ラインプロデューサー：平野宏治
- アクションコーディネーター：渡洋史
- 音楽：池頼広
- 製作プロダクション：STUDIO SWAN
- 製作著作：STUDIO SWAN、ネットアクト
- 発売元：STUDIO SWAN
- 販売元：東映、東映ビデオ

## キャスト
- HONEY：矢吹春奈
- BUNNY：森下悠里
- 横尾英樹：渡洋史
- 若槻衛：稲田康祐
- サキ：大友みなみ

- 紅乃タカ（ベニタカ）：中島史恵
- 菊田ひばり：矢松亜由美
- 吉川かもめ：佐藤かおり

- 鳩場浩之：松田直樹
- 鳩場浩之（少年時代）：細川竜征
- 鳩場家 長女：根間香帆
- 鳩場家 次女：大石明奈
- 鳩場家 三女：藤田明優奈

- エンジェル（ストーカー）：タムラユウイチ
- 島谷富士夫：熊耳宏之
- 三浦真治：高石賢治
- 胸パット詐欺師：瀧口修央
- 大学生：小川拓哉
- バニラモード警備員：平井恵助
- シタコレ会場警備員：大塩剛、近藤大介
- シタコレスタッフ：肥後大亮、吉田浩章、石島大介、唐津陽樹
- シタコレモデル：今村愛、大西美紀、釜谷優美、木塚衣美、辻井彩
- VIP：伊藤芳則、清水茂樹、増田雄一、山村一夫
- おばさん：星野園美
- 渋谷の若者：上吉原陽、雨宮徹